# توبي أولسون
توبي أولسون (بالإنجليزية: Toby Olson)‏ (17 أغسطس 1937، بروين في الولايات المتحدة)؛ شاعر وروائي أمريكي. درس في كلية اوكسيدنتال.

## الجوائز
- زمالة غوغنهايم